# Гаяна-Ессекібо
6°18′ пн. ш. 59°42′ зх. д. / 6.3° пн. ш. 59.7° зх. д.
Гаяна-Ессекібо (ісп. вимова: [ɡwaˈʝana eseˈkiβa] ( прослухати) також Західна Гаяна; ісп. Territorio del Esequibo; у Венесуелі ісп. Zona en Reclamación) — спірна територія на заході сучасної республіки Гаяна, в басейні річки Ессекібо.
Площа — 159 500 км², населення — 283 000 осіб, густота населення — 0,75 осіб/км².

## Історія
Важкопрохідна і малозаселена територія, її сучасний кордон із Венесуелою є дуже умовним і проходить густими джунглями.
Була досліджена іспанцями, потім формально належала до складу так званої Великої Колумбії, хоча іспаномовне населення тут не встигло сформуватися. У 1831 році Британія об'єднала Бербіс, Демерару й Ессекібо в Британську Гвіану з річкою Ессекібо як її західного кордону, ця територія становить до 70 % території сучасної Гаяни (решта 30 % в 1803 були віднята у Нідерландів). Так почався тривалий територіальний спір незалежної Венесуели спочатку з Британською імперією, коли у 1895 році почалася Венесуельська криза, а потім і з незалежною Гаяною, оскільки Женевський договір між Венесуелою та Гаяною 17 лютого 1966 зробив останню правонаступницею Британської імперії в питанні вирішення своїх територіальних суперечок. Місцеве населення Західної Гвіани й раніше представлено переважно автохтонними племенами. На картах Венесуели територія зазвичай вказується як частина Венесуели.

### Плани анексії (2023)
23 жовтня 2023 року Національна виборча рада Венесуели затвердила п'ять питань, а 3 грудня пройшов референдум щодо анексії з таких питань:
1. «Чи згодні Ви всіма способами, відповідно до закону, відкинути лінію, обманним чином нав'язану рішенням Паризького арбітражу 1899-го року, яка прагне позбавити нас нашої Гаяни-Ессекібо?»
2. «Чи підтримуєте Ви Женевську угоду 1966-го року як єдиний чинний правовий інструмент для досягнення практичного і задовільного рішення для Венесуели та Гаяни у суперечці про долю територій Гаяни-Ессекібо?»
3. «Чи згодні ви з історичною позицією Венесуели щодо невизнання юрисдикції Міжнародного суду в питанні вирішення територіальної суперечки довкола Гаяни-Ессекібо?»
4. «Чи згодні ви протистояти всіма законними засобами претензіям Гаяни на одностороннє розпорядження морем до делімітації, що є незаконним і таким, що порушує міжнародне право?»
5. «Чи згодні ви зі створенням штату Гаяна-Ессекібо та розробкою прискореного плану комплексної допомоги нинішньому та майбутньому населенню цієї території, що включає, серед іншого, надання громадянства та посвідчення особи? Венесуела, відповідно до Женевської угоди та міжнародного права, відповідно, інкорпорує згаданий штат на карту венесуельської території?»

5 грудня, за результатами референдуму, Ніколас Мадуро назвав регіон новим штатом, показавши на місцевому телебаченні карту Венесуели з включеним до неї Есеккібо. 9 грудня Мадуро підписав низку указів про анексію регіону Ессекібо.